# 亞內茲·斯塔諾夫尼克
亞內茲·斯塔諾夫尼克（1922年8月4日—2020年1月31日）是斯洛維尼亞經濟學家、政治家和黨派人士。1988年至1990年，他擔任斯洛維尼亞社會主義共和國最後一任總統。2003年至2013年，他擔任斯洛維尼亞遊擊隊退伍軍人協會主席。

## 生平
他出生於盧布爾雅那（當時屬於塞爾維亞人、克羅地亞人和斯洛文尼亞人王國的一部分）的一個斯洛維尼亞羅馬天主教家庭。 他的父親伊凡‧斯塔諾夫尼克是斯洛維尼亞人民黨左翼的傑出成員，曾擔任盧布爾雅那副市長。 他的母親是盧布爾雅那主教安東·博納文圖拉·耶格里奇的侄女。
他就讀於盧布爾雅那的文理中學。作為一名高中生，他開始活躍於基督教社會主義協會Zarja（黎明），在那裡他結識了愛德華·科克貝克（Edvard Kocbek）和博戈·格拉芬瑙爾（Bogo Grafenauer）等基督教左翼知識分子。軸心國入侵南斯拉夫後，他積極參與斯洛維尼亞人民解放陣線，並於1941年秋至1942年2月期間被意大利政權監禁在所吞併的盧布爾雅那省。出獄後不久，他加入了盧布爾雅那省的遊擊隊抵抗運動。1944年2月加入共產黨。在1944年4月至1945年5月期間，他是斯洛維尼亞沿岸遊擊隊抵抗運動的組織者之一，也是地區民族解放委員會的成員。
1946年，戰後，他成為斯洛維尼亞南斯拉夫共產黨領導人愛德華·卡德爾的私人秘書。他畢業於貝爾格萊德大學法學院。1952年至1956年間，他擔任南斯拉夫駐聯合國代表團成員。1956年，他回到南斯拉夫，開始學習經濟學。他是貝爾格萊德社會科學研究所和盧布爾雅那大學的教授。
1965年至1966年間，他擔任聯合國貿易和發展會議顧問；1968年至1983年間，他在聯合國歐洲經濟委員會工作。1968年至1982年間，他擔任該委員會的執行秘書。
1988年，被任命為斯洛維尼亞社會主義共和國總統。由於政治動盪，他設法利用這個主要是禮儀性的職位與反對派團體，特別是斯洛維尼亞之春期間的捍衛人權委員會進行談判。由於他支持和平過渡到議會民主，媒體諷刺地稱他為「國父」。
2003年，他當選為斯洛維尼亞遊擊隊退伍軍人協會主席，一直擔任該職務直至2013年，被任命為該協會名譽主席。

## 個人生活
史丹諾夫尼克結過兩次婚，育有四個孩子。他曾獲得多項獎項，包括1941年遊擊隊紀念獎章，並且是盧布爾雅那的榮譽公民。
他在養老院度過了生命的最後幾年，並於2020年1月31日去世，享年97歲。
斯塔諾夫尼克是基督教社會主義活動家阿萊什·斯塔諾夫尼克的堂弟，後者於1942年被意大利佔領軍處決。他也是蒂內·維利孔賈的堂弟，於1990年後斯洛維尼亞家園衛隊前成員和家園衛隊退伍軍人協會「Nova slovenska zaveza」（新斯洛維尼亞盟約）的傑出活動家。